# Aeroportul Municipal Forest City
Aeroportul Municipal Forest City (IATA: FXY, ICAO: KFXY, FAA LID: FXY) este un aeroport din Iowa, Statele Unite ale Americii ce deservește zona Forest City⁠(d). Aeroportul a fost tranzitat în 2019 de 2 pasageri. A fost numit după zona deservită.
Situat la o altitudine de 375 m, aeroportul dispune de 2 piste.

## Infrastructură

### Piste
Aeroportul dispune de 2 piste. Pista 09/27 are suprafața de asfalt și dimensiunile 2.707 picioare × 60 picioare. Pista 15/33 are suprafața de asfalt și dimensiunile 5.796 picioare × 100 picioare. 